# 格劳西兰迪亚
格劳西兰迪亚是巴西米纳斯吉拉斯州的一个市镇。总面积145.632平方公里，总人口2932人，人口密度20.1人/平方公里。